# Горбань (оповідання)
«Горба́нь» (англ. The Adventure of the Crooked Man) — твір із серії «Спогади Шерлока Холмса» шотландського письменника Артура Конана Дойла. Вперше опубліковано Strand Magazine у 1893 році.

## Сюжет

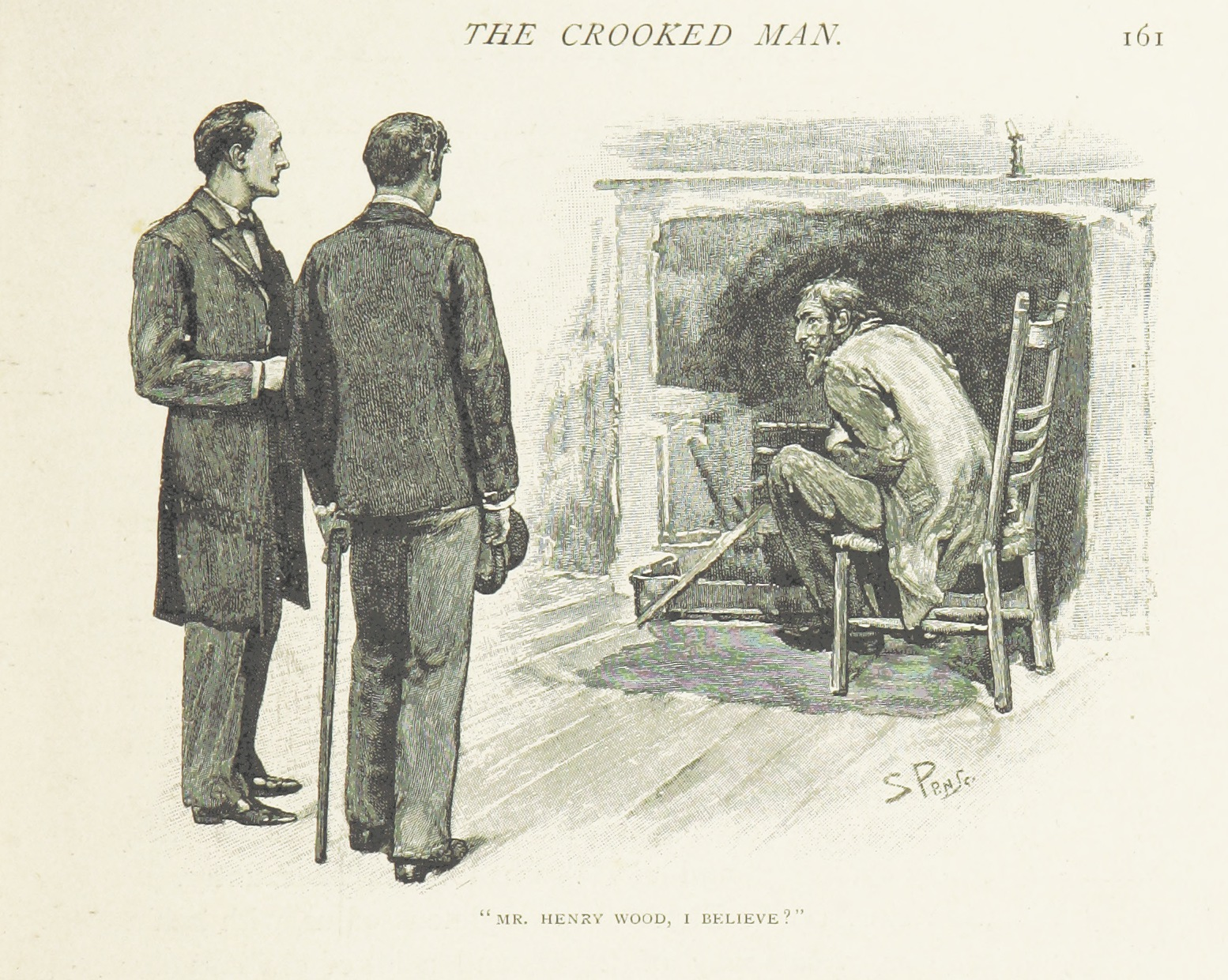
Холмс і Вотсон у горбаня

Помирає полковник Джеймс Барклай. Останній раз живим його бачив кучер. Як розповідає покоївка, у той вечір дружина військового, Ненсі, прийшла пізно після прогулянки із сусідкою міс Морісон та попросила чаю, що було не властиво їй. Після цього вона сварилася у кімнаті з чоловіком. З уст жінки покоївка почула ім'я «Давид». Незабаром з кімнати донісся зойк полковника та переляканий вигук його дружини. Кучер вломився до кімнаті, де побачив полковника мертвого в крові та знепритомнілу його дружину. Він також помітив, що у дверях зсередини не було ключа.
Холмс припускає, що в кімнаті, крім сім'ї Барклай, була третя особа, яка увійшла до кімнати в момент смерті полковника. Ця людина принесла тварину, за слідами схожу на ласку чи горностая. Сусідка Морісон розповідає детективу все, що знає. Під час прогулянки з міс Морісон вони зустрічають горбаня Бента, який ніс коробку. Вистачило одного погляду і місіс Барклай впізнала чоловіка, з яким познайомилася близько тридцяти років тому. Міс Морісон йде уперед, через деякий час Ненсі наздогнала її, причому з негативними змінами в настрої. Вона також просить подругу не розповідати про цю зустріч. Детектив розшукує горбаня під іменем Генрі Вуд, який на наступний день розповідає їм усю правду загадкової історії. Колись капрал Генрі Вуд служив у одному полку з полковником, який тоді ще був сержантом. Вони змагалися за серце Ненсі. Генрі був тоді молодим і фізично повноцінним. Нечесним шляхом Барклай знімає з боротьби капрала. Постарівши, Генрі Вуд захотів повернутися до Англії. Нездоровий вигляд очей казав, що Вуд хворий жовтяницею або навіть гепатитом B. Випадково на вулиці він зустрів Ненсі. Після короткої розмови він пішов за нею. Спостерігаючи за сваркою Барклаїв, горбань не зміг не втрутитись. Побачивши його, полковник одразу помер від переляку, а дружина знепритомніла. Побачивши це, Вуд захотів спочатку відкрити двері та покликати когось на допомогу, але потім, розуміючи, що всі факти проти нього, він відмовляється від цієї думки, забувши про ключ, який він взяв місіс Барклай. Тим часом його мангуст полазив у кімнаті.
Під час сварки Ненсі згадує біблійну історію про царя Давида, порівнюючи з ним свого чоловіка.